# 1306
Пізнє Середньовіччя •  Реконкіста •  Ганза •  Монгольська імперія

## Геополітична ситуація
Андронік II Палеолог є імператором Візантійської імперії (до 1328). Королем Німеччини — Альбрехт I Габсбург (до 1308). У Франції править Філіп IV Красивий (до 1314).
Апеннінський півострів розділений: північ належить Священній Римській імперії, середню частину займає Папська область, південь належить Неаполітанському королівству. Деякі міста півночі: Венеція, Піза, Генуя тощо, мають статус міст-республік.
Майже весь Піренейський півострів займають християнські Кастилія (Леон, Астурія, Галісія), Наварра, Арагонське королівство (Арагон, Барселона) та Португалія, під владою маврів залишилися тільки землі на самому півдні. Едуард I Довгоногий є королем Англії (до 1307), а королем Данії — Ерік VI (до 1319).
Руські землі перебувають під владою Золотої Орди. У Галицько-Волинське князівство очолює Юрій Львович, Михайло Ярославич править у Володимиро-Суздальському князівстві (до 1318).
Монгольська імперія займає більшу частину Азії, але вона розділена на окремі улуси, що воюють між собою. У Китаї, зокрема, править монгольська династія Юань. У Єгипті владу утримують мамлюки. Мариніди правлять у Магрибі. Делійський султанат є наймогутнішою державою Північної Індії, а на півдні Індії панують держава Хойсалів та держава Пандья. В Японії триває період Камакура.
Цивілізація мая переживає посткласичний період. Почала зароджуватися цивілізація ацтеків.

## Події
- Владислав I Локетек став краківським князем.
- Від руки вбивці загинув король Богемії Вацлав III, останній із Пржемисловичів.
- Новим королем Богемії обрали Генріха Корунтанського, але з цим не погодився німецький король Альбрехт I. Він захопив Прагу й посадив на престол свого сина Рудольфа.
- 10 лютого Роберт Брюс убив свого політичного противника Джона Коміна, а 25 березня проголосив себе королем Шотландії. У червні війська нового короля зазнали поразки від англійців у битві біля Метвена.
- 6 грудня в Парижі спалахнув бунт проти короля Філіпа IV Красивого. Згорів будинок провоста, сам король утік у Тампль.
- Шведського короля Біргера Магнусона заарештували й ув'язнили його брати Ерік та Вальдемар. Син короля Магнус Біргерссон утік до данського короля Еріка VI.
- Жак де Моле, магістр тамплієрів, відмовився об'єднати свій орден з госпітальєрами.